# Rebus-Film Nr. 1
Rebus-Film Nr. 1 è un cortometraggio tedesco parzialmente d’animazione, del 1925, diretto da Paul Leni. 

## Trama
Un personaggio animato mostra un cruciverba: ad ogni parola evidenziata segue una serie di immagini in rapido montaggio, che forniscono gli indizi per indovinare la parola proposta.
Alla fine, l’omino, riproponendo parte delle immagini, fornisce le risposte corrette, che sono: “Jazzband”, “India”, “ghiaccio”, “arena”, “Parigi” e “nove”.